# Вулиця Михайла Грушевського (Херсон)
Вулиця Михайла Грушевського — вулиця, розташована в Центральному районі Херсона. З'єднує провулок Портовий з вулицею Залізничною.

## Історія
Вулиця показана на першому проекті міста Херсона 1779 року.

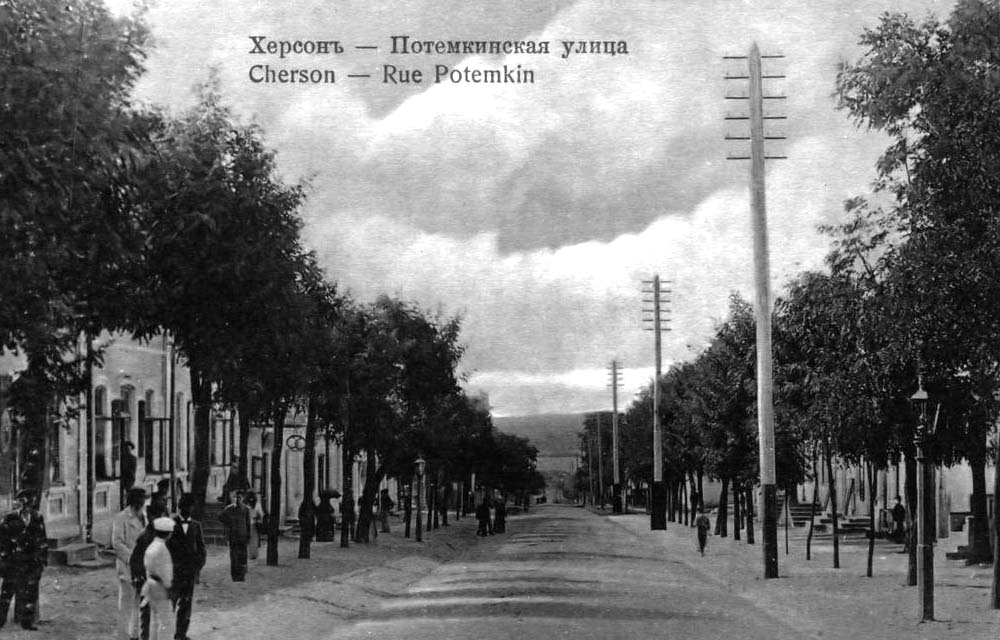
Вулиця Грушевського на поч. ХХ ст.

На плані 1855 року — названа Потьомкінською на честь генерал-фельдмаршала, князя Григорія Олександровича Потьомкіна-Таврійського, який з 1774 по 1791 роки був генерал-губернатором Новоросійського краю.
Вулиця була розділена Потьомкінським бульваром та Канатною площею на три частини. Від Дніпра до пам'ятника Потьомкіну була найбагатша частина вулиці, натомість як найбідніша починалася за Канатною площею на Північному форштаті.
У 1922 році вулицю було перейменовано на вулицю Карла Маркса. У вересні 2012 року вулиці Карла Маркса було повернено назву Потьомкінська.
У жовтні 2023 року вулицю перейменували на честь Михайла Грушевського в рамках кампанії деколонізації, що розпочалася після повномасштабного російського вторгнення в Україну.

## Опис
Для початку вулиці (особливо нижче перетину з вул. Європейської) та її останніх кварталів (вище площі Незламності) характерна тиша, яка заспокоює та спонукає до неквапливості. Цього не можна сказати про центральну частину, де панують велелюддя, діловитість, напружений ритм міського життя.
В буд. № 3 за радянських часів розташовувався Клуб моряків, а поруч — Херсонський інтернаціональний клуб моряків. На місці нового житлового будинку № 15 в дореволюційний час знаходилася друкарня. З протилежного боку вулиці розташований ще один новий будинок, на місці якого наприкінці XIX ст., розміщувалася книжкова крамниця, де також продавалися перші поштові листівки з видами Херсона (1899 рік).
В будинку № 18 з 1985 р. знаходяться художня школа і міська галерея дитячої творчості. До цього з 1937 по 1980 будинок займала Херсонська обласна бібліотека для дітей, створена в 1924 році.
Поруч — будинок № 20, побудований на початку XIX ст. для генерала Лобрі. У різні часи тут знаходилися громадські та навчальні заклади, магазини й фінансові установи. У теперішній час будівлю займає філія «Брокбізнесбанку».
Від скверу Михайла Грушевського (кол. Потьомкінського) до площі Незламності (кол. Ганнібала) вулиця являє собою жваву транспортну артерію. На цій ділянці безліч установ: у буд. № 29 — облуправління у справах видавництв, поліграфії і книжкової торгівлі (створене в 1950 році), клуб Херсонського відділення Спілки письменників України, міська бібліотека, що розмістилася в 10-поверховому буд. № 97, кілька ательє, ощадкас, поштових відділень.
Особливо велелюдною вулиця стала після відкриття нового Центрального ринку. В кінці XVIII ст. на його місці була частина канатного заводу; в першій половині XIX ст. тут оформилася Канатна площа, — тепер частину цієї території також займає бульвар Мирний; в другій половині XIX ст. виникла Рибна площа, яка і перетворилася на ринок.
Під час російського вторгнення в Україну в рамка дерусифікації вулицю було перейменовано на честь історика та президента Української Народної Республіки Михайла Грушевського

## Визначні будівлі

### Український Народний Будинок

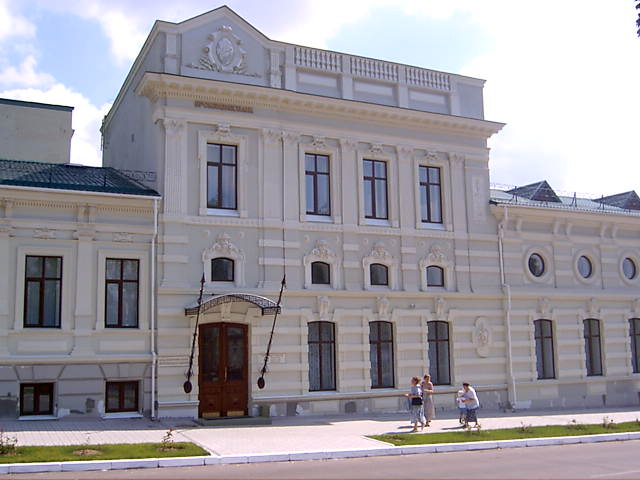
Сучасний вигляд Українського Народного Будинку

Будинок на розі вулиць Ерделіївскої (у теперішній час — вул. Старообрядницька) та Грушевського був побудований на початку XIX століття для генерал-майора Феодора Лобрі, цейхмейстера артилерійського управління. У 1818 році будинок був найнятий чоловічою гімназією, яка займала його до 1822 року.
У 1823 році цей будинок придбало дворянські збори Херсонської губернії. Херсонське губернське дворянське депутатське зібрання було засновано в 1803 році, одночасно зі створенням Херсонської губернії на підставі «Жалуваної грамоти дворянству» від 1785 року. Дворянське зібрання займалося питаннями станів, вирішенням суперечок між землевласниками, організацією благодійних заходів, вело родовідні книги.
У 1830-х роках одне з приміщень дворянського зібрання було пристосоване для театру. У цьому театрі в 1874, 1875 і 1885 роках виступав український драматург, режисер і актор Марко Кропивницький. Тут постановкою п'єси І. П. Котляревського «Наталка Полтавка» почалася його режисерська діяльність. У жовтні 1889 року театр переїхав в нову будівлю. У 1858 році був складений проект на перебудову і розширення будинку дворянського зібрання, що було здійснено при губернаторові П. Н. Клушино. З цього часу в будівлі знаходилося Дворянське депутатське зібрання та Херсонська дворянська каса взаємодопомоги.
Після революції 1917 року були скасовані стани й дворянство як клас припинило існувати. 18 січня 1918 для охорони порядку, боротьби з анархією і самосудами в місті створено «Вільне козацтво», повітова рада якого розмістилася в будівлі дворянського зібрання. У 1918 році у цій будівлі розташовувався Український Народний Будинок, що об'єднував під одним дахом херсонське товариство «Просвіта», видавниче товариство «Українська книгарня», «Український національний шкільний Комітет», «Українську вчительську спілку» та «Студентську громаду» товариство «Вільне козацтво», «Українську Революційну Раду», редакцію газети «Дніпро» та інші українські установи.
З 1919 року тут знаходився партком КП(б)У та бібліотека-читальня. У 1920-х роках приміщення займав Будинок фізкультури, в 1940 році — Центральна дитяча бібліотека, після 1945 року — Палац піонерів. До кінця 1990-х років в будівлі працювало ЦКБ «Ізумруд» і знаходився магазин «Будівельні матеріали».
У теперішній час вся будівля належить філії «Брокбізнесбанк» (вул. Михайла Грушевського, 20).

### Типографія Ходушиної
Будинок, у якому знаходилася типографія, розташовувався на перетині з вулицею Соборною. Праворуч від нього знаходився двоповерховий будинок спадкоємців О. Д. Ходушиної, який зберігся до наших часів. Пані Ходушина володіла друкарнею в 1890-х роках (попереднім власником друкарні був Н. О. Ващенко). У цьому самому будинку був книжковий магазин, у якому також продавалися канцелярський папір та перші поштові картки (листівки) з надрукованими видами Херсона.
У 1911 році в цьому будинку розмістив своє бюро і склад електричних приладів інженер-електрик С. Д. Білінкіс. Одноповерховий будинок ліворуч займав один з магазинів купця Іларіона Черепахіна, який торгував російськими виноградними винами. За ним, вище по вулиці Грушевського, була ще одна друкарня — «Російська типо-літографія К. Д. Шрейбера», що існувала з 1896 року. Вона пропонувала різноманітний папір, весільні запрошення, виготовлення візитних карток.
У квітні 1919 року всі друкарні Херсона були націоналізовані. Друкарня Ходушіної стала називатися «Державна друкарня № 2 імені товариша Леніна». На місці друкарні Ходушиної тепер споруджено житловий будинок (вул. Соборна, 16).

## Готель «Лондонський»
Будівля в еклектичному стилі з елементами бароко, зведена на розі вулиць Пилипа Орлика та Михайла Грушевського наприкінці ХІХ століття. Будівля збереглась досі — зараз тут розташований Департамент фінансів Херсонської обласної ради. Готель «Лондонський» входив до числа найкращих та діяв до 1941 року.